# Poharjev graben
Poharjev graben je potok, ki izvira zahodno od vasi Čelovnik in se severno od Radeč kot levi pritok izliva v reko Savo.